# Distrito 2 (condado de Webster, Nebraska)
El distrito 2 (en inglés: 2 District) es un distrito ubicado en el condado de Webster en el estado estadounidense de Nebraska. En el año 2010 tenía una población de 737 habitantes, y una densidad poblacional de 1,99 personas por kilómetro cuadrado.

## Geografía
El distrito 2 se encuentra ubicado en las coordenadas 40°18′29″N 98°29′59″O / 40.30806, -98.49972. Según la Oficina del Censo de los Estados Unidos, el distrito tiene una superficie total de 371.13 km², de la cual 370.98 km² corresponden a tierra firme y (0.04 %) 0.15 km² es agua.

## Demografía
Según el censo de 2010, había 737 personas residiendo en el distrito 2. La densidad de población era de 1,99 hab./km². De los 737 habitantes, el distrito 2 estaba compuesto por el 93.76 % blancos, el 0 % eran afroamericanos, el 0 % eran amerindios, el 0 % eran asiáticos, el 1.36 % eran isleños del Pacífico, el 2.85 % eran de otras razas y el 2.04 % pertenecían a dos o más razas. Del total de la población el 3.93 % eran hispanos o latinos de cualquier raza.